# ボストン・ティー・パーティー (コンサート会場)
ザ・ボストン・ティー・パーティー（The Boston Tea Party）は、かつてアメリカ合衆国マサチューセッツ州ボストンにあったコンサート会場。1967年から、1970年ないし1971年まで営業していた。当初は、バークレー・ストリート53番地(53 Berkeley Street)にあったが、1969年にランズダウン・ストリート15番地(15 Lansdowne Street)へ移転した。

## 建物
ザ・ボストン・ティー・パーティーが当初入っていた建物は、1872年にユニテリアン教会として建てられたものである。その後、アンダーグラウンド系の映画を上映する場となっていたものを、レイ・リーペン(Ray Riepen)とデヴィッド・ハーン(David Hahn)がさらに改装してコンサート会場にしたのがザ・ボストン・ティー・パーティーであった。当初はロック音楽のホールとして、1967年1月20日に開業した。
この場所は、サイケデリックの動きと結び付き、ニューヨークのフィルモア・イースト(Fillmore East)やエレクトリック・サーカス(Electric Circus)、サンフランシスコのフィルモア・ウェスト(Fillmore West)、フィラデルフィアのエレクトリック・ファクトリー(Electric Factory)など当時のロック音楽ホールと肩を並べる存在であった。

## 主な出演者
当初は、もっぱら地元の出演者による演奏が行なわれていたが、程なくして多数の有名アーティストの演奏も行なわれるようになり、その中には、ニール・ヤング、J・ガイルズ・バンド、フランク・ザッパ、ピンク・フロイド、クリーム、フリートウッド・マック、オールマン・ブラザーズ・バンド、ジョー・コッカー＆ザ・グリース・バンド(the Grease Band)、レッド・ツェッペリン、ジミ・ヘンドリックス、ザ・バディ・マイルズ・エキスプレス(The Buddy Miles Express)、チャーリー・マッスルホワイト、ジェフ・ベック、ザ・フー、サンタナ、タジ・マハール、テン・イヤーズ・アフター、スライ&ザ・ファミリー・ストーンらがいた。B・B・キングもザ・ボストン・ティー・パーティーで公演を行ったひとりである。
当時の入場料は、概ね3ドルから3ドル50セントの間だったが、ザ・フーがアルバム『トミー』からの演奏をしたときには、入場料が4ドル50セントになった。
グレイトフル・デッドは、1969年10月2日から4日、12月29日から31日と、のべ6回にわたり、ザ・ボストン・ティー・パーティーで公演を行なった。
ライト・ショーのデザインは、ロジャー・トマス(Roger Thomas)、ジョン・ボイド(John Boyd)、デブ・コルバーン(Deb Colbur)、ケン・ブラウン(Ken Brown)が担当し、多くの公演では照明の操作や他の効果を Lights By The Road 社が行なっていた。

## ヴェルヴェット・アンダーグラウンド
ヴェルヴェット・アンダーグラウンドは、ザ・ボストン・ティー・パーティーに数回出演し、様々なエピソードが伝えられている。
ヴェルヴェット・アンダーグラウンドと、レコード会社と契約したばかりのMC5による悪名高いコンサートは、1968年12月に、ザ・ボストン・ティー・パーティーで開催された。前座のMC5 は、会場いっぱいに集まっていた（当時「マザーファッカーズ」と通称されていた）アップ・アゲインスト・ザ・ウォール・マザーファッカー(Up Against the Wall Motherfuckers, UAW/MF)のメンバーを前に、エネルギー溢れる演奏を披露した。MC5 の演奏後、マザーファッカーズのひとりがステージに上がり、聴衆に向かって演説を始め、「…こんな場所は燃やして、街に出ようぜ」と煽った。アナーキーな状態になりかけたところで、ルー・リードが聴衆に話し始め、自分たちのファンに「俺たち（ヴェルヴェット・アンダーグラウンド）は、たった今起きたこととは何の関わりもない…俺たちは、こんなのはバカだと思う…」と語った。ヴェルヴェット・アンダーグラウンドのベース兼ギター担当だったスターリング・モリソン(Sterling Morrison)は、「…MC5の音楽はいつでも楽しんでいるが、連中が蛭みたいな取り巻きに囲まれ、搾取されているのは好きじゃない」と語ったことが記録されている。
UAW/MF のメンバーたちがボストンにいたのは、彼らの仲間のひとりが、米軍の兵士たちと揉め事を起こして兵士のひとりを刺し、その弁護費用を集めるためであった。
いわゆる「ギター・アンプ・テープス」として知られるようになる海賊版がザ・ボストン・ティー・パーティーで録音されたのは、1969年3月15日であった。

## その後
ザ・ボストン・ティー・パーティーは、1969年5月に、より広い場所を求めて、フェンウェイ・パークに隣接する、かつて同業の競争相手だったThe Arkの跡地、ランズダウン・ストリート15番地(15 Lansdowne Street)に移転した。しかし、大規模な野外フェスティバルやアリーナ・ロック・コンサートの人気の高まりの煽りを受け、1970年ないし1971年はじめに休業した。跡地には現在、House of Bluesのボストンの施設が建てられている。
センセーショナル・アレックス・ハーヴェイ・バンドは、1976年に「The Boston Tea Party」という曲をヒットさせた。
ザ・ボストン・ティー・パーティーの当初の建物は、1981年に改装されてコンドミニアムとなった。ただし、コンドミニアムとしての住所表示はアップルトン・ストリート9番地(9 Appleton Street)である。2007年1月24日、ボストニアン協会(The Bostonian Society)は、この建物に歴史的ランドマークとしてのプラークを設置した。